# 68 Ophiuchi
Désignations
68 Ophiuchi (en abrégé 68 Oph) est une étoile binaire de la constellation équatoriale d'Ophiuchus. Elle est visible à l'œil nu avec une magnitude apparente combinée de 4,45. D'après la mesure de sa parallaxe annuelle par le satellite Hipparcos, le système est distant d'environ ∼ 290 a.l. (∼ 88,9 pc) de la Terre. Il s'éloigne du Système solaire à une vitesse radiale d'environ +6 km/s.
68 Ophiuchi est à la fois une binaire spectroscopique ainsi qu'une binaire visuelle avec une période orbitale d'environ 176 ans et avec une excentricité élevée de 0,83. Sa composante la plus brillante, désignée 68 Oph A, est une étoile blanche de la séquence principale de type spectral A0Vn et de magnitude 4,52, qui génère son énergie par la fusion de l'hydrogène dans son noyau. La lettre « n » du suffixe indique que son spectre présente des raies élargies (« nébuleuses ») en raison de sa rotation rapide. Elle tourne en effet sur elle-même à une vitesse de rotation projetée de 201 km/s. L'étoile est une variable suspectée, avec une variation reportée entre les magnitudes 4,42 et 4,48.
68 Ophiuchi A est estimée être 3,07 fois plus massive que le Soleil et son rayon est 4,5 fois plus grand que le rayon solaire. Elle est 160 fois plus lumineuse que le Soleil et sa température de surface est de 9 594 K. L'étoile présente une excès d'émission dans l'infrarouge, qui indique la présence d'un disque de débris en orbite, situé à une distance de 32,5 ua et d'une température moyenne de 160 K. La composante secondaire, 68 Oph B, est une étoile de magnitude 7,48, probablement de type spectral F0.